# Убийство Игоря Талькова
Убийство музыканта, киноактёра, поэта и автора песен Игоря Талькова произошло в воскресенье 6 октября 1991 года во Дворце спорта «Юбилейный» в Санкт-Петербурге во время сборного концерта звёзд советской эстрады, организованного продюсерской компанией ЛИС'С.
Игорь Тальков был убит 6 октября 1991 года между 16:00 и 16:30 по московскому времени, незадолго до своего несостоявшегося выхода на сцену, в коридоре возле собственной гримёрной из огнестрельного оружия, предположительно из револьвера системы Нагана.
Убийство произошло во время потасовки охранников Игоря Талькова (Александр Барковский, Аркадий Бондаренко, Сергей Игнатенко) и его концертного директора Валерия Шляфмана (после 1991 — фамилия Высоцкий) с ранее судимым охранником певицы Азизы, кикбоксером Игорем Малаховым (после 1991 — фамилия Рус). Оружие, из которого был убит музыкант, не найдено, полный состав участников потасовки неизвестен, а само убийство до 2024 года считалось нераскрытым. Согласно расследованию Следственного комитета и решению суда, убийство произошло в ходе ссоры, во время которой Шляфман умышленно выстрелил в Талькова из револьвера, который он выхватил у Малахова. 23 апреля 2025 года Шляфман, с 1992 года живущий в Израиле, был признан российским судом виновным в убийстве Талькова и заочно приговорён к 13 годам лишения свободы.

## Предыстория

### События перед убийством
По воспоминаниям, вдовы Игоря Талькова, Татьяны — незадолго до убийства супруг обращался то ли в МВД, то ли в КГБ с просьбой предоставить ему телохранителя с правом ношения огнестрельного оружия, чтобы он постоянно был при группе, а за несколько дней до убийства, когда Тальков отсутствовал дома, ему позвонили, и один из представителей этих органов просил Татьяну передать мужу, что этот вопрос решён положительно. В начале 1991 года Тальков приобрёл газовый пистолет, который постоянно заставлял жену брать с собой, говоря, что если ему захотят сделать плохо, то будут действовать через семью . Однако 6 октября певец взял оружие с собой в «Юбилейный», хотя раньше никогда этого не делал.
С июня (или с августа) 1991 года у Талькова был новый коммерческий директор Валерий Шляфман (работал с Людмилой Сенчиной), и часто отмечается, что с его приходом в группе начали вспыхивать постоянные конфликты, и Тальков невольно оказывался вовлечённым в их разрешение. По мнению Татьяны Тальковой, Шляфман специально внедрился в коллектив Талькова с целью создания всяких небезопасных ситуаций вокруг певца.
Татьяна Талькова вспоминает:

… незадолго до трагедии Игорь уволил из группы человека, который одно время работал у нас водителем, был на подхвате, не чурался и работы носильщика (переносил аппаратуру), потом как-то стал быстро перемещаться на административную работу, со Шляфманом. Но, как в известной сказке, запросы его непомерно росли, и он стал претендовать на должностные полномочия, которым не соответствовал ни профессионально, ни по человеческим, моральным качествам. Произошёл разрыв, он был отстранён от работы в коллективе, что привело к угрозам с его стороны. Где-то числа 3—4 октября состоялся короткий телефонный разговор, во время которого Игорь был очень немногословен, тем не менее, прозвучало принципиальное: «Вы мне угрожаете? Хорошо. Объявляете войну? Я принимаю её. Посмотрим, кто выйдет победителем».

Также вдова певца вспоминает, что им домой звонил продюсер Исмаил Таги-Заде, у которого с Тальковым произошёл конфликт на съёмочной площадке фильма «Царь Иван Грозный». Телефонную трубку взяла она. Со стороны Таги-Заде прозвучали угрозы в адрес её мужа вперемешку с ненормативной лексикой («Да кто он такой? Да я с ним сотворю такое!»). Сын музыканта Игорь Тальков-младший говорил, что незадолго до смерти отец жутко ругался по телефону со словами: «Что вы пристали? Мне и так не больше месяца жить осталось».

### Приезд Талькова в Санкт-Петербург
Вечером 5 октября 1991 года Тальков выехал поездом из Москвы в Санкт-Петербург, где 6 октября вместе со своим музыкальным коллективом «Спасательный круг» планировал выступить на сборном концерте звёзд советской эстрады во Дворце спорта «Юбилейный», организованном продюсерской компанией ЛИС'С в честь открытия своего филиала в Санкт-Петербурге. В концерте также должны были принять участие «Летний сад», Бит-квартет «Секрет», «Комбинация», «Кабаре-дуэт „Академия“» (Александр Цекало и Лолита Милявская), Богдан Титомир, Женя Белоусов, Игорь Николаев, Наташа Королёва, Олег Газманов, Ольга Кормухина, Михаил Муромов, Андрей Державин и Азиза. Присутствовал на концерте директор группы «Эскадрон» Олега Газманова Александр Толмацкий.
По воспоминаниям актёра Евгения Сидихина, снимавшегося вместе с Тальковым в фильме «За последней чертой», эту роковую поездку в Санкт-Петербург певец запланировал ровно за год до своей гибели.
Татьяна Талькова вспоминала, что её супруг первоначально не собирался выступать на этом концерте. В тот же день, 6 октября, ему предстоял полёт на три-четыре дня в Сочи, на закрытие сезона в концертном зале «Фестивальный». Однако в ноябре его ожидал ряд сольных концертов в спортивном комплексе «Олимпийский» в Москве при аудитории до 30 тысяч зрителей, для проведения которых нужна была специальная аппаратура, какой располагала только продюсерская фирма ЛИС’С. Именно её руководитель Сергей Лисовский организовывал данный концерт в Санкт-Петербурге, и Тальков, принимая решение об участии в запланированном ЛИС’С концерте, рассчитывал решить вопрос с аппаратурой для предстоящих концертов в «Олимпийском».
По приезде в Санкт-Петербург Тальков был встречен представителями петербургского телевидения на Московском вокзале при выходе из поезда, где дал краткое интервью. Затем он с другими московскими артистами был заселён на теплоход «Алексей Сурков», в ресторане которого днём дал ещё одно интервью для телевидения, ставшее для музыканта последним. В нём он заявил, что отныне будет выступать против бывших коммунистов, назвавших себя демократами. Сотрудники телевидения пригласили его на просмотр видеозаписи концерта на Дворцовой площади, состоявшегося 22 августа 1991 года, где Тальков принимал участие во время предыдущего визита в этот город, тогда ещё называвшийся Ленинградом. По информации основного музыканта и друга Игоря Талькова Геннадия Беркова, они втроём (Тальков, Берков и Шляфман) съездили на телевидение, откуда вернулись в хорошем настроении. Около 16:00 они прибыли во Дворец спорта «Юбилейный», где к тому времени уже начался дневной концерт, на котором Тальков должен был выступить. По рассказу  Геннадия Беркова, подтверждённого другими источниками, в тот вечер они с Тальковым планировали исполнить на концерте в «Юбилейном» песню «Господин президент».

## Убийство

### Конфликт по поводу очерёдности выступления Талькова и Азизы
Выступление Талькова было запланировано на 16:20. К моменту прибытия музыканта в «Юбилейный» в нём уже возник конфликт по поводу очерёдности выступления Игоря Талькова и Азизы, инициированный телохранителем и возлюбленным Азизы 28-летним Игорем Малаховым. Согласно очерёдности программы, завершать концерт должен был Олег Газманов, перед ним должен был выступить Тальков, а перед Тальковым — Азиза. В шоу-бизнесе того времени завершение концерта считалось более престижным, чем выступление в середине, и Игорь Малахов настойчиво требовал сначала от ведущего, а потом и от организаторов концерта изменить очерёдность выступающих (переставить Азизу после Талькова), аргументируя это тем, что Азиза не успевает подготовиться к моменту своего выхода на сцену. Режиссёр концерта Татьяна Пригожина указала Малахову, что осуществить такую ротацию затруднительно, поскольку концерт идёт не в прямом эфире, а в записи и под фонограммы, очерёдность которых выставлена в аппаратной комнате предварительно, и что технически поменять фонограммы местами достаточно сложно. После ряда угроз со стороны Игоря Малахова замена была произведена, а в гримёрку Талькова была направлена девушка-администратор с информацией о замене.
По сведениям костюмерши Талькова Марии Берковой, он воспринял замену спокойно и начал готовиться к выходу на сцену. На этом выступлении Тальков отказался от своей обычной белой рубашки и решил одеться в чёрное.
Директор Талькова Валерий Шляфман после возвращения с телевидения сам пошёл выяснить, когда начинается выступление Талькова. После того, как ему сообщили, что Талькова поменяли с Азизой местами по инициативе друга Азизы Малахова, Шляфман зашёл к Талькову в гримёрку и сказал, что того меняют по инициативе какого-то Малахова. Тальков послал Шляфмана выяснить, по каким причинам это сделано. Шляфман отправился на переговоры с Малаховым, а вернувшись, сказал, что тот обозвал его «Васьком» (что по словам самого Шляфмана являлось оскорблением) и назвался «дельцом теневой экономики», которому лучше не возражать. После этого Тальков попросил позвать Малахова к себе в гримёрку.
Около 16:15 Малахов пришёл в гримёрку Талькова, там состоялся напряжённый разговор (Игорь Малахов также назвал «Васьком» и Талькова, на что Тальков сказал ему «Я с тобой свиней не пас, ты меня Васьком не называй»), после которого охранники Талькова Александр Барковский, Аркадий Бондаренко и Сергей Игнатенко вывели Малахова в коридор. По утверждению Олега Газманова, находившегося в соседней гримёрной, Малахов находился в подвыпившем состоянии.

### Потасовка в коридоре у гримёрки Талькова
Около 16:17 Игорь Малахов в коридоре достал своё оружие. По показаниям очевидцев, это был револьвер системы Нагана. Существует мнение, высказанное костюмершей Талькова Марией Берковой, что оружие он достал после того, как Шляфман, вышедший следом из гримёрки, бросил ему провокационную оскорбительную фразу. Охранники Талькова оказались под прицелом Малахова. Шляфман забежал в гримёрку и крикнул Талькову: «Игорь, дай что-нибудь, он достал пушку!». Тальков со словами «На его „пушку“ у нас своя найдётся!» достал свой газовый пистолет и вышел в коридор, где сделал несколько выстрелов в направлении Малахова. Выстрелы должного эффекта не дали, потому что газовые патроны с ирритантом были либо неисправны, либо просрочены. По другой версии, сам Тальков, не зная особенностей газового оружия, стрелял с большого расстояния, из-за чего облако перечного газа просто не долетело до цели. Но в это время охрана Игоря Талькова, воспользовавшись моментом, набросилась на Игоря Малахова. Охранник Игоря Талькова Александр Барковский обхватил Игоря Малахова и сбил его с ног. Малахов успел сделать два выстрела из своего нагана. Одна пуля ушла в пол, вторая попала в ящик из-под аппаратуры. Игорь Тальков набросился на Игоря Малахова и стал бить его рукояткой своего газового пистолета по голове. Затем, по словам очевидцев потасовки, оружие из рук Малахова было выбито.
По словам Азизы, сказанным ею в сентябре 2016 года, услышав звуки выстрелов, она прибежала на место происшествия и увидела там лежащим после сильного удара по голове своего возлюбленного Игоря Малахова, певица перепугалась за него и бросилась к нему, накрыв его голову курткой. Шляфман попытался пнуть Малахова, однако промахнулся и попал прямо в живот беременной Азизы (в результате она потеряла ребёнка). Танцовщица группы Талькова Елена Кондаурова в 2011 году заявила, что Азиза накинула куртку на Барковского, опасаясь за жизнь Малахова (спустя 6 лет Азиза подтвердила, что накидывала куртку на охранника Талькова).

### Смертельный выстрел
После этого произошёл ещё один выстрел, ставший смертельным для Талькова. У очевидцев потасовки нет единого мнения, кто и из какого оружия стрелял. По рассказу костюмерши Марии Берковой, которая ссылается на свидетельство телохранителей, у Малахова был выбит пистолет, который подобрал Шляфман. Отойдя назад, он крикнул: «Всем стоять!», а затем выстрелил в Талькова. После выстрела Тальков сказал: «Как больно!», прошёл несколько метров к сцене, упал возле большого зеркала и через считанные минуты умер.
Концерт был остановлен. В это время на сцене выступал Игорь Николаев. Ведущий концерта Сергей Кальварский взволнованно потребовал остановить музыку, сообщил публике, что за сценой стреляли в Игоря Талькова, и попросил пройти за кулисы врачей, если таковые есть в зале. До приезда «Скорой помощи» начальник медпункта «Юбилейного» врач Игорь Петушин и медсестра Зоя Козлова сделали Талькову две инъекции: раствор кордиамина и кровоостанавливающее. Ряд источников утверждает, что Талькову делали противопоказанный в данном случае массаж сердца.
В 16:37 был зафиксирован первый звонок в «Скорую помощь». В числе первых дозвонившихся был Олег Газманов. В течение 4—5 минут последовало ещё шесть обращений из «Юбилейного». В 16:39 к месту происшествия с первой станции «Скорой помощи» были направлены две машины: реанимационно-хирургическая и с бригадой интенсивной терапии. В 16:51 врачи были на месте происшествия. В истории болезни Талькова по состоянию на 16:53 было записано: «Сердцебиение, дыхание, пульс отсутствуют. Зрачки максимально расширены». Затем уже мёртвому Талькову под натиском толпы поклонников, требовавшей немедленного оживления артиста, приехавшие врачи, опасаясь расправы над собой, установили капельницу, внесли в реанимационный автомобиль и увезли из «Юбилейного», в 17:00 доставили в больницу «скорой помощи» № 10, где врачи подняли умершего в реанимацию, а затем доставили в морг.
В 2006 году в телефонном разговоре с журналистом Первого канала Сергеем Медведевым один из телохранителей певца Игнатенко заявил, что не видел, кто стрелял в Талькова. Существуют также мнения, что третий выстрел был сделан Малаховым либо очевидцы затрудняются определить автора этого выстрела. Шляфман на допросе утверждал, что после того, как вырвал пистолет у Малахова, он пошёл в гримёрную, думая, что там находится Тальков, но его там не оказалось. В 2011 году бывшая танцовщица группы «Спасательный круг» Елена Кондаурова заявила, что когда пистолет Малахова оказался в руках Шляфмана, то там уже не было патронов, поскольку все патроны были уже выпущены Малаховым, и Тальков в этот момент уже отошёл в сторону, о чём она говорила следователям. 

### Оценки ранения
По словам главного врача городской станции «Скорой медицинской помощи» А. Ушакова, с диагнозом «Огнестрельное пулевое проникающее ранение грудной клетки с повреждением сердца и лёгкого, при запредельной кровопотере», который был поставлен Талькову, шансов выжить у него не было. Заведующий дежурным отделением бюро судебно-медицинской экспертизы Андрей Алексеев, осуществлявший повторный осмотр места преступления в октябре 1991 года, в интервью программе «Человек и закон» охарактеризовал ранение Талькова как проникающее ранение сердца с большим дефектом и высказал мнение, что вне зависимости от времени приезда скорой помощи спасти его было невозможно. По материалам следствия, прежде чем попасть в грудную клетку, пуля прошла через ладонь левой руки Талькова, однако гримёр Мария Беркова и переодевавший Талькова в гробу певец Михаил Муромов отрицают, что у него была прострелена ладонь.
Высказывалось мнение, что проведённый врачами в гримёрной массаж сердца не имел принципиального значения, поскольку Тальков изначально получил смертельное ранение.
По мнению одного из врачей бригады «Скорой помощи», приехавшей по вызову, которое было опубликовано лишь через 8 лет после происшествия:

Игорь Тальков был мёртв, необратимо мёртв ещё задолго до нашего прибытия в «Юбилейный». Даже если бы мы непосредственно по прибытии развернули на месте его гибели полномасштабный реанимационный комплекс из института Склифосовского, ничего поделать было бы уже нельзя, травма, несовместимая с жизнью, — медицинское понятие, не оставляющее никакой надежды ни реаниматорам, ни тем более пациенту…

На вопрос, почему тело мёртвого Талькова было увезено вопреки запрету «Скорой помощи» увозить мёртвых, врач сказала:

Как только мы прибыли в «Юбилейный» и осмотрели Талькова, я поняла, что для него всё кончено. Но вокруг бесновалась толпа, люди словно озверели, тыкали в нас кулаками и кричали: «Оживляй! Оживляй!». Скажи я им в ту минуту, что Игорь Тальков мёртв, и нас, наверное, разорвали бы в клочья…

На просьбу оценить характер ранения врач ответила:

Никогда и нигде не стану утверждать ничего подобного, но сейчас скажу: на «случайный» выстрел это мало похоже, так… по-моему, могут стрелять только профессионалы. Можно выжить с пулей в сердце, но с пулей, перебившей важнейшие коронарные сосуды, питающие сердце, и вызвавшей обширное внутреннее кровотечение с разрушением жизненно важных органов — никогда. Стрелявший в Талькова случайно или не случайно с первого выстрела поразил его наповал, не оставив ни малейшего шанса.

В феврале 2000 года, спустя 8 лет после убийства Талькова, в эфире телеканала НТВ медсестра «Юбилейного» Зоя Козлова, оказывавшая помощь Талькову, также заявила, что выстрел не был похож на случайный.

### События после убийства
По наиболее распространённой версии, после происшествия Валерий Шляфман отнёс револьвер Малахова в гримёрную Талькова и спрятал в туалете, в сливном бачке унитаза. Затем наган из бачка достала Азиза, которая передала его своей помощнице Элле Касимати, а та возвратила его Малахову. На допросе Азиза заявила, что месторасположение револьвера в гримёрной Талькова ей сообщил Барковский. Игорь Малахов, поймав такси у «Юбилейного», скрылся с места происшествия. По дороге он избавился от оружия: разобрал наган на части, и выбросил их в воды Мойки и Фонтанки.
В 2017 году Азиза высказала предположение, что её бывший возлюбленный избавился от револьвера, чтобы избежать уголовной ответственности за незаконное хранение оружия.
Тело Игоря Талькова самолётом было перевезено из Санкт-Петербурга в Москву, сопровождал перевоз тела один из артистов того концерта Михаил Муромов. 9 октября в Московском дворце молодёжи прошла многолюдная церемония прощания с артистом, и в этот же день Игорь Тальков с почестями и при большом скоплении пришедших проститься с артистом людей был похоронен на Ваганьковском кладбище. Был отмечен символизм того, что Тальков оказался похоронен рядом с тремя жертвами Августовского путча 1991 года.

## Расследование

### Официальное расследование
По факту убийства Талькова прокуратурой города Санкт-Петербурга было возбуждено уголовное дело № 381959. Не были допрошены в качестве свидетелей певец Игорь Николаев, ведущий концерта Сергей Кальварский, продюсер Марк Рудинштейн и певец Женя Белоусов.

#### Следственные действия с Игорем Малаховым
10 октября 1991 года Игорь Малахов  был объявлен во всесоюзный розыск. По информации газеты «Коммерсантъ», 11 октября (по данным телестудии МВД СССР — 16 октября) Игорь Малахов добровольно сдался сотрудникам прокуратуры. К этому моменту он уже успел избавиться от пистолета. 25 октября и 2 декабря 1991 года следователем Валерием Зубаревым были проведены следственные эксперименты с Игорем Малаховым, в результате которых было определено, что Малахов не мог стрелять в Талькова. С 29 января по 7 апреля 1992 года прокуратура Санкт-Петербурга проводила комплексную судебно-медицинскую, баллистическую и ситуационную экспертизы (в том числе и экспертизу рубашки Шляфмана, которую изъяли у его девушки Любови Дубинковой только лишь 21 февраля 1992 года). Согласно её результатам, выстрел, которым был убит Тальков, мог быть произведён только директором коллектива Талькова Валерием Шляфманом. По мнению доктора юридических наук, эксперта-криминалиста Вадима Плескачевского, данный вывод не выдерживает критики, поскольку порох на рубашке Шляфмана мог оказаться, если даже он не стрелял. Сам Шляфман объяснил наличие пороха на своей рубашке тем, что брал в руки пистолет. У Татьяны Тальковой вызывает сомнение проведённая комплексная экспертиза:

Какое доверие могут вызывать результаты этой хвалёной комплексной экспертизы, если в основу исчислений положены неверные исходные данные. Так, на пресс-конференции в Санкт-Петербурге весной 1992 следователь В. Зубарев, ведущий дело, отметил, что убийца был «примерно одного роста с Тальковым». Это при том, что рост Игоря 1 м 82 см, а рост Шляфмана — не выше 1 м 65 см. Комментарии, как говорится, излишни (существующая аудиозапись этой пресс-конференции не оставляет никаких сомнений в достоверности приведенной цитаты).— 
Получив израильскую визу, Шляфман выехал 12 февраля 1992 года через Украину (родной для Шляфмана город Житомир) на постоянное место жительства в Израиль и в России не находился. Татьяна Талькова, ссылаясь на самого Шляфмана, вспоминает, что следователь Зубарев сам уговаривал Шляфмана уехать в Израиль.
По воспоминаниям телеведущего Дмитрия Диброва, в 1992 году Игорь Малахов в разговоре с ним заявил, что сам хочет выяснить, кто убил певца.
По результатам следствия Петроградский районный суд Санкт-Петербурга 24 мая 1994 года приговорил Игоря Малахова к двум с половиной годам лишения свободы условно за незаконное приобретение и ношение огнестрельного оружия.
20 лет о местонахождении Игоря Малахова практически ничего не было известно, пока в 2011 году он не дал интервью по телефону Первому каналу. В 2013 году, после того как он был госпитализирован с циррозом печени, выяснилось, что он сменил фамилию и теперь по паспорту — Игорь Викторович Рус. Проживал в шикарном деревенском доме, был женат на известной актрисе Ксении Кузнецовой и имел двоих детей. Также всплыли подробности того, что в 1990-е годы он был якобы связан с преступной группировкой. В конце августа 2016 года «Экспресс-газета», ссылаясь на бывшего работника МУРа, подполковника в отставке Сергея Валерьева, сообщила о смерти Малахова. 28 сентября 2016 года в программе «Прямой эфир» на телеканале «Россия» мать Малахова сообщила о смерти сына 4 июля этого же года. По версии Валерьева, смертельный выстрел в Талькова случайно произвёл Малахов. Также бывший сотрудник МУР утверждает, что Малахов состоял в Мазуткинской ОПГ, действовавшей в районе Марьина Роща и гостиницы «Космос». За аналогичное интервью ВГТРК Валерьев запросил гонорар в 150 тысяч рублей. Примерно в том же году не стало и бывшего следователя Валерия Зубарева. В 2015 году Зубарев попал в реанимацию после третьего инсульта.
В мае 2018 года бывший сотрудник МУРа Валерьев пришёл в эфир Первого канала и раскрыл своё настоящее имя — Сергей Ломов. Он повторил всё то, что говорил в интервью «Экспресс-газете», но уточнил, что Малахов ему не признавался в совершении третьего выстрела, ставшего роковым для Талькова. Малахов всего лишь сказал Ломову, что третий выстрел сделал не Шляфман.

#### Следственные действия с Валерием Шляфманом
Шляфману заочно было предъявлено обвинение по статье № 106 Уголовного кодекса РСФСР — убийство по неосторожности. 6 июня 1992 года прокуратурой Санкт-Петербурга дело было приостановлено по статье № 195 часть I (подозреваемый скрылся от следственных органов). В сентябре 1992 года в Израиль в служебную командировку был направлен начальник следственной части прокуратуры Санкт-Петербурга Олег Блинов, который должен был прибыть в израильский город Рамат-Ган, где на тот момент проживал Валерий Шляфман. 25 сентября, через день после прибытия Блинова в Тель-Авив, заместитель Генерального прокурора России Евгений Лисов факсом направил в посольство России в Израиле письмо для Министерства юстиции Израиля, в котором просил помочь Блинову провести следственные действия, что не соответствовало нормам международного права. Командировка не была согласована с правоохранительными органами Израиля, а требования допросить гражданина Израиля противоречили нормам израильского законодательства, и поэтому она оказалась безрезультатной. Блинов, пробыв в Израиле 19 дней, не смог ни допросить Шляфмана, ни встретиться с ним.
В начале 1993 года Генеральный прокурор России Валентин Степанков через МИД России обратился в Министерство юстиции Израиля с письмом, в котором просил арестовать Шляфмана и выдать России для привлечения к уголовной ответственности. Между Россией и Израилем отсутствовал договор о взаимной выдаче преступников. Израильская сторона в ответ сообщила, что запрос был переадресован в израильскую прокуратуру с просьбой оказать российской стороне правовую помощь, после чего некоторое время данная тема развития не получала. В мае 1995 года исполняющий обязанности Генерального прокурора России Алексей Ильюшенко направил письмо государственному прокурору Израиля Дорит Бейниш, которое также осталось без ответа.
В 1997 году между Россией и Израилем было заключено межправительственное соглашение о совместной борьбе правоохранительных органов России и Израиля с организованной преступностью, согласно которому появлялась правовая основа для постановки вопроса о взаимной выдаче преступников. По запросу к полицейскому атташе Израиля в России Арону Талю от 23 апреля 1997 года, инициатором которого являлся Музей Игоря Талькова, 25 июня 1997 года был получен ответ, что Министерство юстиции Израиля готово сотрудничать с российскими правоохранительными органами в расследовании дела об убийстве Игоря Талькова и готово начать следственные действия в отношении Валерия Шляфмана после получения от прокуратуры России следственного поручения. В этом же году материалы комплексной экспертизы прокуратуры Санкт-Петербурга 1992 года были переведены на английский язык и отправлены по официальным каналам в Министерство юстиции Израиля. Генеральный прокурор России Юрий Скуратов сообщил, что в случае, если в Израиле сочтут предоставленные доказательства достаточно убедительными, Шляфмана будут судить в Израиле. На этом российская прокуратура полностью завершила свои действия по данному делу, а в Израиле дело развития не получило.
Арон Таль, бывший полицейский атташе Израиля в России и первый официальный представитель министерства внутренней безопасности Израиля в Москве, в 2011 году сказал, что в Израиле Шляфмана никогда не подозревали в убийстве Игоря Талькова. Он обратил внимание, что Шляфман репатриировался не сразу после открытия уголовного дела по факту гибели Талькова и от следствия не скрывался. Таль сообщил, что знакомился с материалами этого уголовного дела и отрицает виновность Шляфмана.
В ноябре 2012 года Валерий Шляфман, который взял фамилию своей второй жены и теперь является Высоцким, дал видеоинтервью российским СМИ, в котором указал, что не считает себя виновным в убийстве, его выезд в Израиль не следует расценивать как бегство от правосудия, потому что он уехал не сразу, а почти через полгода после убийства. Также он заявил, что для него «виновный был найден в день убийства» и что «никто не хочет, чтобы его уголовное дело довели до конца». Шляфман считает основным виновником произошедшего Игоря Малахова.
Уголовное дело по факту убийства Игоря Талькова несколько раз приостанавливалось. 13 ноября 2018 года следствие было вновь возобновлено. Потерпевшей по делу теперь является вдова Талькова, её в ноябре 2018 года ознакомили с материалами дела, в частности с данными нескольких экспертиз; ранее потерпевшей являлась его мать, умершая в 2007 году. В ноябре 2019 года Татьяна Талькова подала новое ходатайство в СУ СК по Санкт-Петербургу. Она добивалась переквалификации уголовного дела об убийстве её супруга на более тяжкую статью (c непреднамеренного на умышленное). В октябре 2021 года вдова певца обратилась к председателю Следственного комитета РФ Александру Бастрыкину с просьбой взять под личный контроль дело об убийстве её мужа. В свою очередь, Бастрыкин поручил начальнику ГСУ СК России по Санкт-Петербургу Марине Парастаевой представить подробный доклад обо всех обстоятельствах произошедшего и результатах расследования уголовного дела.
20 января 2022 года Петроградский районный суд Санкт-Петербурга принял заочное решение об аресте Валерия Шляфмана по делу об убийстве Талькова.
8 июня 2024 года следствие по делу об убийстве Талькова было завершено. Следователи СК России на основе собранных доказательств пришли к выводу о причастности Шляфмана к убийству. В ходе следственных действий было допрошено более 150 свидетелей, в том числе эксперты, проводившие экспертизы в 1991—1992 годах, проведены генетические исследования, что позволило установить картину произошедшего. Одним из доказательств стала рубашка Шляфмана, которая была надета на него в момент убийства. Эта рубашка была изъята в ходе обыска у сожительницы Шляфмана, проведённого после того, как он покинул Россию. На правом рукаве рубашки в ходе экспертизы были обнаружены пороховые следы выстрела и крови Талькова. Следствием и впоследствии судом было установлено, что Шляфман, воспользовавшись тем, что Малахова избивали и держали три человека (включая Талькова), выхватил из рук Малахова револьвер и умышленно выстрелил в Талькова, что и привело к его смерти.

### Неофициальные расследования
Кроме официальных расследований убийства, различными организациями и структурами производились и продолжают производиться многочисленные собственные неофициальные расследования.
В ноябре 1991 года о начале собственного расследования заявил руководитель национально-патриотического фронта «Память» Дмитрий Васильев. Через неделю он признал невиновность Малахова, а вывод его расследования гласил, что Тальков погиб за «слишком» русские песни. В августе 1992 года Васильев заявил, что Шляфман ритуально убил Талькова «за веру и правду».

#### Журналистские расследования
В публикациях средств массовой информации осени 1991 года («Аргументы и факты», «Московский комсомолец», «Огонёк») распространённой была версия убийства Талькова на фоне бытового конфликта между звёздами шоу-бизнеса, не поделившими порядок выступления в концерте. Виновной в возникновении потасовки, в которой был убит Тальков, называли певицу Азизу.
В том же 1991 году газеты «Вечерняя Москва» и «Труд» писали, что убийство Игоря Талькова, по данным прокуратуры города Санкт-Петербурга, было «умело спровоцировано целым рядом лиц, фамилии которых известны», однако привлечь их в настоящее время к уголовной ответственности не представляется возможным.
В 2000 году в прямом эфире телеканала НТВ в передаче «Независимое расследование» с Николаем Николаевым осуществлялось журналистское расследование убийства. Ещё несколько версий журналистского расследования были продемонстрированы в 2006 году, в частности, в программе «Следствие вели…» с Леонидом Каневским «Игорь Тальков — пуля для кумира» (выпуск от 3 марта 2006 года) и в документальном фильме телекомпании Останкино «Игорь Тальков. Никто не хотел убивать?». В 2011 году в новом документальном фильме телекомпании Останкино «Игорь Тальков. Поверженный в бою» была дана ещё одна версия журналистского расследования убийства. Существовало также множество других журналистских расследований.
Среди основных версий убийства по итогам журналистских расследований назывались бытовая, коммерческая и политическая версии. Озвучивались версии причастности к убийству криминальной стороны шоу-бизнеса, личных врагов Талькова, черносотенцев, националистов, коммунистов либо других политических структур и спецслужб.
В 2011 году в журналистских расследованиях появилось ещё несколько версий. По мнению свидетеля убийства Елены Кондауровой, в Талькова стрелял Игорь Малахов; а другой свидетель, кинокритик Марк Рудинштейн, высказал мнение, что убийство Талькова могло быть связано с ситуацией вокруг съёмок фильма «Царь Иван Грозный», где у Талькова был конфликт с его продюсером Исмаилом Таги-Заде, имевшим связи с криминалом. В 2011 году бывший следователь Зубарев заявил, что следствие не рассматривало в качестве версии конфликт Талькова с Таги-Заде.

#### Мнения экспертов, специалистов и частных лиц
За время, прошедшее после убийства, его комментировало и оценивало значительное количество учёных, экспертов, свидетелей и участников событий, лиц, близких к семье Талькова, и просто частных лиц. Широкой общественности предлагались как научные выводы и оценки событий, так и эмоциональные и субъективные взгляды, а также резонансные заявления, ориентированные на эпатаж и сенсационность.
По мнению ведущего эксперта Приволжского регионального центра судебной экспертизы Министерства юстиции России Геннадия Григорьева, высказанному в 2006 году, ситуация с потасовкой у гримёрки Талькова являлась продуманной провокацией, а Шляфман действовал заодно с Малаховым. В качестве подтверждения этого эксперт отмечает, что Шляфман спрятал револьвер в сливном бачке, Азиза оружие оттуда извлекла и передала Малахову, а тот его разобрал и выбросил, позднее признавшись лишь в незаконном хранении револьвера. Григорьев выразил мнение, что Шляфман действовал по чьей-то указке и за ним стояли серьёзные люди.
Друг Талькова актёр Александр Панкратов-Чёрный приводил информацию, услышанную им от одного следователя-полковника, что стреляли из пистолета Макарова и что сердце Талькова пробили две пули, всаженные одна в другую, на основании чего актёр делал вывод, что ни Малахов, ни Шляфман не могли стрелять в Талькова, потому что не обладали такой квалификацией в стрельбе. Кроме этого актёр вспоминал эпизод встречи с известным астрологом Павлом Глобой, который сказал, что они могут погибнуть в один день (6 октября 1991 года, возвращаясь со съёмок фильма Панкратов-Чёрный попал в аварию, в которой чудом выжил).
Михаил Крыжановский, в 1983—1992 гг. сотрудник разведки КГБ СССР (полковник), затем СБУ, а после этого эмигрировавший в США, в 2010 году высказал версию о том, что Тальков был убит снайпером по политическим причинам, а убийство было санкционировано властями. Мотивом убийства он назвал песню Талькова «Господин президент», написанную от имени народа, с обращением к Ельцину с требованием отстранения Горбачёва от политической власти. Эту песню Тальков планировал спеть в «Юбилейном», а затем — в «Олимпийском». Крыжановский утверждает, что раз вдову убитого отказались знакомить с уголовным делом, это значит, что на нём стоит гриф секретности — «Секретно» или «Совершенно секретно». Такой гриф ставят, если в деле есть хотя бы один секретный или совершенно секретный документ. Однако данная версия является спорной, принимая во внимание политическую ситуацию в октябре 1991 года: КПСС перестала быть правящей партией и фактически развалилась из-за приостановления деятельности российскими властями, о чём говорил сам Тальков на своём последнем концерте в Гжеле (официально была запрещена ровно через месяц после гибели Талькова); КГБ СССР подвергалось «чистке» из-за выступления ГКЧП и поэтому, как полагает в эфире "Первого канала" журналист Тамара Мартынова, известная сторонница цензуры, органам госбезопасности «было не до певцов с их остросоциальными песнями». Эту мысль она высказала в эфире российского государственного пропагандистского "Первого канала".
Российский писатель и подполковник милиции в отставке Андрей Кивинов, бывший во время убийства Талькова оперуполномоченным уголовного розыска, выразил мысль, что для начала 1990-х годов перестрелки являлись обыденным явлением, и «из-за любой глупости и дешёвых понтов могли начать стрелять. К тому же в обществе царила нервозность: чуть что — хватались за ствол». Кивинов назвал гибель Талькова несчастным случаем на фоне криминального времени.
Советский и российский учёный и криминолог Дмитрий Шестаков назвал убийство Талькова знаковым политическим убийством. Он охарактеризовал его, наряду с убийством Кеннеди, как особую разновидность политического убийства, организованного надгосударственными политико-экономическими силами и осуществлённого с использованием такими силами государственных правоохранительных структур и средств массовой информации. Тот же автор (в работе, изданной в соавторстве) оценил убийство Талькова как пример латентного убийства, в котором значительное количество очевидцев трагедии из числа непосредственных коллег Талькова (среди которых названы Андрей Державин, Олег Газманов, Михаил Муромов, дуэт «Академия»), по мнению автора, не только не смогло, но и не захотело сообщить что-либо об увиденном, заботясь о сохранении собственной жизни.
Музыкант группы «Спасательный круг» Геннадий Берков считал, что Талькова убил Малахов.
В 2011 году в интервью украинскому журналисту Дмитрию Гордону друг Талькова певец Михаил Муромов заявил, что выстрел сделал Малахов.
В мае 2018 года бывший старший оперуполномоченный Московского уголовного розыска Сергей Ломов заявил, что Игорь Малахов в 1994 году признавался ему, что Шляфман не причастен к убийству Талькова и попросил его никому об этом не говорить.
В 2023 году Андрей Шамо, один из ближайших друзей лидеров Коптевской ОПГ братьев Наумовых,  в своей книге "Московская копоть" сообщил,  что убийцей Талькова являлся Игорь Малахов, выстрел произошёл в тот момент,  когда Тальков пытался вырвать револьвер из руки Малахова, избиваемого его охранниками. Свидетелями этого было около 40 человек,  но со всеми в процессе расследования поработали представители Коптевской ОПГ настоятельно рекомендуя говорить, что стрелял Шляфман. Представителям МВД было хорошо известно,  что произошло в реальности,  но Малахова решили вывести из под уголовной ответственность, так как он являлся внедренным в ОПГ агентом,  поставлявшим очень ценные сведения. Уход от ответственности за убийство Талькова ещё более укрепил авторитет Малахова в ОПГ, что имело большое значение для его кураторов из силовых структур. По мнению Шамо именно Малахов сыграл большую роль в уничтожении Коптевских. В пользу этой версии говорит тот факт,  что за незаконное приобретение,  хранение,  ношение огнестрельного оружия Игорь Малахов получил всего лишь условный срок,  при этом имея уже один условный срок,  что в обычной ситуации совершенно невозможно.
Существуют также и другие версии и подходы к оценкам убийства Талькова. До 2024 года убийство оставалось не раскрытым.

## Суд
10 июля 2024 года уголовное дело было передано на рассмотрение в Петроградский районный суд Санкт-Петербурга.
31 июля того же года начался судебный процесс, так как Валерий Шляфман по-прежнему находится за пределами России, дело в отношении него рассматривают заочно.
23 апреля 2025 года Петроградский районный суд Санкт-Петербурга признал Валерия Шляфмана виновным в убийстве Игоря Талькова и приговорил его к 13 годам тюремного заключения в колонии общего режима.

## Последствия
Распространённой является оценка, что убийство Игоря Талькова поставило крест на карьере восходящей звезды советской и российской эстрады певицы Азизы.
В газете «Бульвар Гордона» отмечалось, что странной оказалась судьба охранников Игоря Талькова. Александра Барковского в 1996 году убили в драке в ресторане, Андрей Бондаренко совершил самоубийство, выпрыгнув вниз головой из окна своей квартиры на третьем этаже, предварительно отрезав себе указательный палец на правой руке (или это сделал кто-то другой). По данным на 2015 год Сергей Игнатенко скрывается и живёт под чужим именем, на него было совершено несколько покушений, в том числе удар ножом в живот, но он выжил.
Сторонник политической версии убийства, бывший разведчик КГБ, а теперь позиционирующий себя сотрудником ЦРУ Михаил Крыжановский считает, что убийство Талькова навсегда отбило желание у звёзд российского шоу-бизнеса петь песни на политические темы, и после убийства Талькова «все дружно поют о сексе и цветочках».
Исследователь истории отечественного шоу-бизнеса Фёдор Раззаков писал, что убийство Талькова всерьёз напугало деятелей шоу-бизнеса: многие стали тратить приличные деньги на содержание огромного штата личных телохранителей, на время были сокращены до минимума все финансовые махинации в недрах шоу-бизнеса (двойная бухгалтерия по приходным ордерам, подтасовки показателей посещаемости концертов, махинации с входными билетами, создание однодневных левых контор и проведение через них проплат). Раззаков пишет, что многим тогда казалось, что убийство Талькова явилось проявлением гневной реакции властных структур и предвещало кардинальную чистку в шоу-бизнесе, однако эти опасения так и не оправдались.
Под впечатлением убийства Игоря Талькова художник и медальер Валерий Балабанов написал картину «Тальково поле» (1991—1994).
В круглые даты (10, 15, 20, 25, 30 лет со дня убийства) тема события получает освещение в центральных средствах массовой информации России и ближнего зарубежья, снимаются документальные фильмы, убийство становится темой обсуждения в авторских телепередачах.
В связи с обстоятельствами убийства с начала 1990-х годов в обществе получила определённое распространение идея о необходимости канонизации Игоря Талькова. Был написан анонимный акафист Талькову:254, в котором утверждалось, что он стал жертвой врагов России, был «так же подло убит, как все те, кто осмелился назвать Русский народ Великим»:254. Этот акафист попал в официальные церковные лавки храмов Русской православной церкви Тульской епархии, появились аттестации «страстотерпца Игоря» как «местночтимого святого» этой епархии. Профессор Санкт-Петербургского государственного университета религиовед Сергей Фирсов назвал попытки канонизации Талькова «опасным курьёзом», связанным с общей маргинализацией сознания в религиозной жизни России. Российский светский и церковный учёный, православный богослов, протодиакон Русской православной церкви Андрей Кураев, анализируя и цитируя книгу Талькова «Монолог», считает, что Тальков демонстрирует образцы оккультного мировоззрения, а «любовь к России ещё не повод к канонизации». В настоящее время вопрос о канонизации Талькова Русской Православной церковью не рассматривается.

## В кино
- События убийства Игоря Талькова легли в основу сценария художественного фильма «Операция „Люцифер“» режиссёра Николая Стамбулы, вышедшего в 1993 году.

## В журналистике
- Ещё при жизни Талькова тележурналист Михаил Гладков по заказу Центрального телевидения СССР начал снимать документальный фильм о нём, причём он предложил музыканту такой сюжет: «Давай ты в картине как бы умрёшь и будешь разговаривать с того света». По словам Гладкова, Талькову пришлась по душе эта затея, и Игорь сказал: «Я смогу сказать всё, что думаю. С человека, которого нет, взятки гладки»[98]. Этот фильм с названием «Сны Игоря Талькова» был записан незадолго до убийства, готовился к монтажу, но вышел уже после убийства Талькова[98], в результате чего приобрёл иной смысл.
- Убийство Талькова рассматривалось как одно из важнейших событий 1991 года в истории СССР и России в историческом видеопроекте Леонида Парфёнова «Намедни 1961—2003: Наша эра»[99].
- Тема убийства неоднократно становилась основой и материалом для создания многочисленных документальных фильмов крупнейшими российскими телекомпаниями, такими, как «Останкино»[7][28][100], «Петербург — 5-й канал»[101] и другими, а также сюжетом авторских телепередач «МузОбоз»[102], «Следствие вели»[21], «Независимое расследование»[23], «Пусть говорят»[103][104], «Прямой эфир»[18][76], «На самом деле»[25][53] и других.
- События убийства рассматривались в документальном сериале «Необъяснимо, но факт» в эпизоде «Мистические гибели звёзд»: там утверждалось, что смерти Талькова предшествовали несколько странных событий (в том числе ограбление квартиры его костюмера и хищение фотографии Талькова). Также в программе показали фрагмент видеообращения Валерия Шляфмана, обвинявшего Малахова в убийстве Талькова[27].

Многими документалистами, журналистами и очевидцами событий обращалось внимание на наличие ряда неординарных событий, предшествовавших убийству Талькова. В основе их зачастую лежат воспоминания Татьяны Тальковой либо обращения внимания на всякого рода совпадения и знаки. Так, например, отмечалось, что ровно за 1 год до смерти, 6 октября 1990 года, снимали сцену убийства героя, которого играл Тальков, в фильме «За последней чертой» (в день гибели Талькова этот фильм по телевизору смотрел Валерий Леонтьев, когда был на гастролях в США[значимость факта?]). 5 октября, за день до убийства и перед отъездом в Санкт-Петербург, Тальков выступал один с акустическим концертом в техникуме в Гжели, и во время выступления на его гитаре оборвалась струна. Это событие произошло приблизительно в то же время дня (около 16:00), что и убийство на следующий день. Также обращалось внимание на то, что Тальков ехал в Санкт-Петербург в 13-м вагоне. Татьяна Талькова вспоминала, что однажды случайно встретила человека, который сказал, что подходил к Талькову после концерта у Белого дома 26 августа 1991 года и сообщил ему, что увидел у него на лице то, что он назвал «маска смерти». Тальков тогда отмахнулся от него и не захотел ничего слушать. Версия о «маске смерти» на лице Талькова выдвигалась и при анализе последних прижизненных фотографий музыканта.
Часто авторы журналистских и публицистических работ вспоминают слова самого Талькова, сказанные им во время одного из перелётов на самолёте в 1983 году. Певец сказал волнующимся из-за перелёта коллегам (по некоторым мнениям, жене основного музыканта своего коллектива Геннадия Беркова, костюмерше Марии Берковой), что летать с ним не должно быть страшно: такой самолёт никогда не разобьётся, потому что в воздухе Тальков не умрёт, а убьют его при большом стечении народа, и убийцу не найдут.

### Комментарии
1. ↑  Указом Президиума Верховного Совета РСФСР от 6 сентября 1991 года № 1643-I городу Ленинграду возвращено его историческое название — Санкт-Петербург. Однако, на конституционном уровне это изменение закреплено лишь 21 апреля 1992 года (закон вступил в силу 16 мая 1992 года с момента опубликования). При освещении убийства Игоря Талькова в СМИ, использовалось и используется название «Санкт-Петербург» (хотя в 2016 году телеканал ТВЦ выпустил документальный фильм «Игорь Тальков. Прощание», где город был назван Ленинградом).
2. ↑  29 мая 1989 года Севастопольским районным судом Москвы будущий телохранитель Азизы Игорь Малахов был признан виновным в краже и разбое (ст. 144 ч. 3 и ст. 146 ч. 2 УК РСФСР) и приговорён к 3 годам лишения свободы с конфискацией имущества. На основании ст. 24-2 УК РСФСР назначенное Малахову наказание было решено считать условным, но с обязательным привлечением его на этот же срок к труду в местах, определяемых органами, ведающими исполнением приговора. Приговор вступил в законную силу 11 мая 1990 года, но по неизвестным причинам в исполнение приведен не был. Судимость не была снята или погашена[2].

### Историческая хроника
- Ленинградское телевидение. Последнее интервью Игоря Талькова в Санкт-Петербурге на теплоходе Алексей Сурков. YouTube (4 июля 2007). Дата обращения: 22 ноября 2012.
- Ленинградское телевидение. Встреча Игоря Талькова на Московском вокзале города Санкт-Петербурга, 6 октября 1991 года. YouTube (19 августа 2010). Дата обращения: 22 ноября 2012.
- Прощание с Игорем Тальковым. YouTube (12 октября 2010). — Документальная хроника прощания с Игорем Тальковым в Московском Дворце молодёжи, 9 октября 1991 года. Дата обращения: 23 ноября 2012.
- Т/о «Право» при участии телестудии МВД СССР. Человек и закон (Игорь Тальков). YouTube (14 октября 2013). — Фрагмент передачи «Человек и закон», октябрь 1991 года. Репортаж с места убийства Игоря Талькова, интервью следователя Зубарева через несколько дней после убийства. Дата обращения: 14 июля 2017.

### Документальные фильмы
- Гладков Михаил. «Сны Игоря Талькова» (лето 1991).
- Программа «Намедни 1961—2003: Наша эра». 1991 год. Леонида Парфёнова. Убийство Игоря Талькова. YouTube (8 июня 2008). Дата обращения: 22 ноября 2012.
- Кто стрелял в Игоря Талькова ? Первый канал. 2003 год. Производство: ТК Останкино;
- «Игорь Тальков. Никто не хотел убивать?» (недоступная ссылка) Первый канал. 2006 год. Производство: ТК Останкино;
- Программа «Следствие вели» с Леонидом Каневским. (НТВ. 2006). Убийство Игоря Талькова. smotri.com (6 октября 2011). Дата обращения: 22 ноября 2012. Архивировано 11 декабря 2012 года.
- «Живая история. Кто убил Талькова?» 2008 год. Петербург — 5 канал (19 августа 2010). Дата обращения: 23 ноября 2012.
- Гуляева Анна. «Игорь Тальков. Поверженный в бою». (2011). Первый канал (4 ноября 2011). Дата обращения: 23 ноября 2012.
- Игорь Тальков. Прощание ТВ Центр. 2016 год.
- Игорь Тальков. «Память непрошенным гостем…» Первый канал. 2019 год.
- «Азиза. Проклятие волчицы». 3 серия. НТВ. 2021 год

### Художественные фильмы
- Художественный фильм «Операция „Люцифер“» (1993). Режиссёр и сценарист: Николай Стамбула, продюсеры: Галина Свиридова, Николай Стамбула. Производство: «Студия-С», при участии «Бизнес-новации».

### Интервью
- Интервью Татьяны Тальковой 1992г. YouTube (16 марта 2013). — Интервью Татьяны Тальковой Александру Политковскому в программе «Политбюро». Дата обращения: 9 августа 2017.
- Видеоинтервью Валерия Шляфмана. Комсомольская правда (20 ноября 2012). — Директор Игоря Талькова Валерий Шляфман раскрыл тайну гибели артиста (Эксклюзив «Экспресс-газеты)». Дата обращения: 23 ноября 2012.
- Убийство Талькова. Интервью с подозреваемым Валерием Шляфманом. YouTube (21 октября 2013). — Интервью с подозреваемым Валерием Шляфманом для программы «Вести. Дежурная часть». Дата обращения: 10 августа 2017.
- Кто стрелял в Игоря Талькова ? Эксклюзивное интервью с главным подозреваемым. YouTube (5 февраля 2015). — В «Прямом эфире» (ВГТРК) впервые главный подозреваемый в убийстве, бывший директор Талькова - Валерий Шляфман. Дата обращения: 9 августа 2017.